# Daphne Hasenjager
Daphne Hasenjager (Daphne Lilian Evelyn Hasenjager, Geburtsname Robb, auch Hasenjäger, Robb-Hasenjäger; * 2. Juli 1929 in Pretoria) ist eine ehemalige südafrikanische Leichtathletin.
Bei den Olympischen Spielen 1952 in Helsinki erreichte sie beim 100-Meter-Lauf die Silbermedaille zwischen den beiden Australierinnen Marjorie Jackson (Gold) und Shirley Strickland de la Hunty (Bronze). Im 200-Meter-Lauf erreichte sie den 6. Platz. Im 200-Meter-Lauf hatte sie bereits 1948 in London – noch als Daphne Robb startend – den 6. Platz erreicht. Bei einer Körpergröße von 1,65 m betrug ihr Wettkampfgewicht 56 kg.